# Dalai Lama (Klovn afsnit)
"Dalai Lama" er det 4. afsnit i den danske sitcomserie Klovn med Casper Christensen og Frank Hvam. Serien blander fantasi og virkelighed, da de fleste af skuespillerne spiller roller med deres egne navne. Afsnittet blev skrevet af Casper Christensen og instrueret af Mikkel Nørgaard og havde premiere på TV2 Zulu den 28. februar 2005.

## Handling
Casper og Frank er tæt på at lukke en kontrakt med Palle Strøm. Da Palle skal på date med Szhirley – Jokerens ekskæreste - får han lov at låne Franks elskede habit jakke for at føle sig cool. Det får store konsekvenser for begge. Mia får besøg af en gammel veninde ved navn Sidse, der tidligere har arbejdet som prostitueret og Frank har yderst svært ved at håndtere hendes fortid. Det viser sig, at Palle kender Mias veninde fra "gode" gamle dage. Frank griber skæbnesvangert ind.

## Hovedskuespillere
- Casper Christensen som Casper
- Iben Hjejle som Iben
- Frank Hvam som Frank
- Mia Lyhne som Mia

## Gæsteoptrædener
- Claire Ross-Brown som Claire
- Palle Strøm som Palle
- Szhirley Rasmussen som Szhirley